# 전문가 시스템

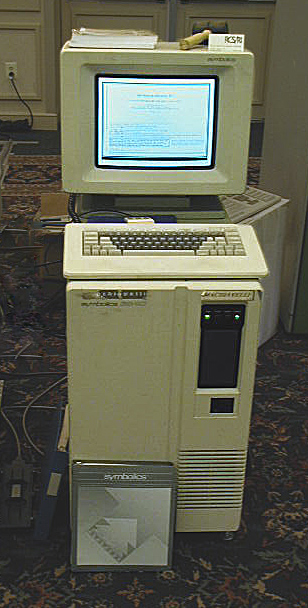
Symbolics 3640 Lisp 머신: 전문가 시스템을 위한 초기(1984) 플랫폼

전문가 시스템(專門家 system, experts system)은 생성시스템의 하나로서, 인공지능 기술의 응용분야 중에서 가장 활발하게 응용되고 있는 분야이다. 즉 인간이 특정분야에 대하여 가지고 있는 전문적인 지식을 정리하고 표현하여 컴퓨터에 기억시킴으로써, 일반인도 이 전문지식을 이용할 수 있도록 하는 시스템이다. 의료 진단 시스템, 설계 시스템 등이 있다.

## 역사
1960년대에 최초의 보건분야 인공지능인 덴드랄이 개발되었다.
최초의 전문가 시스템은 1965년에 파이겐바움(Feigenbaum)이 개발한 덴드럴(Dendral)이라는 시스템으로서 이는 분자의 구조를 추정하는 시스템이었다.
덴드랄은 최초의 실용적인 인공지능이다. 덴드랄은 원래 정치학 전공자였던 허버트 사이먼에게 지도를 받고 논리학을 전공한 학자 에드워드 파이젠바움이 유전학자 조슈아 리더버그의 외계 생명체 연구를 돕기 위해 화학 분야에서 개발한 것이다.

## 같이 보기
- AI 겨울
- 지식공학
- 보건분야의 인공지능